# 12133 Titulaer
A 12133 Titulaer (ideiglenes jelöléssel 2558 P-L) a Naprendszer kisbolygóövében található aszteroida. Cornelis Johannes van Houten,  Ingrid van Houten-Groeneveld és Tom Gehrels fedezte fel 1960. szeptember 24-én.